# Alda (genus)
Alda is een geslacht van wantsen uit de familie van de Miridae (Blindwantsen). Het geslacht werd voor het eerst wetenschappelijk beschreven door Odo Reuter in 1909.

## Soorten
Het genus bevat de volgende soorten:

- Alda ecuatoriana Carvalho & Gomes, 1969
- Alda pechinchana Carvalho & Gomes, 1969